# Красноармейка (Татарстан)
Красноарме́йка (тат. Бакалы́) — посёлок в составе города Альметьевск в Республике Татарстан Российской Федерации.

## Топоним
Первоначальное название посёлок получил от пруда Бакалы́ (тат. бака́ — лягушка).

## География
Расположен на правом берегу реки Степной Зай на крайнем северо-западе города.  

## История
Посёлок основан в 1924 году несколькими семьями переселенцев из села Бигаш (ныне часть города Альметьевск). Причиной переселения было желание создать независимый колхоз.
В 1950-х годах несколько мелких колхозов, в том числе и Красноармейский, объединили в один, Калейкинский.
В 1988-м году в поселок было перенесено место ежегодного празднования Сабантуя Альметьевского района (тат. майда́н).
В 1990-е годы посёлок существенно увеличился за счет массовой постройки частных домов и постепенно превратился в пригород Альметьевска.
В 2003 году включён в состав города.

## Население
Около 600 человек[когда?]

.

## Инфраструктура
Рядом с посёлком расположены лыжная база «Снежинка», Альметьевское водохранилище, ипподром, конно-спортивная школа, детский летний лагерь «Юность».
Практически всё население посёлка работает в нефтедобывающей промышленности.